# Университет Гренобль-Альпы
Университет Гренобль-Альпы (UGA) — французский государственный университет, расположенный в регионе Гренобль .

## История
Университет Гренобля (Université de Grenoble) был основан в 1339 году как университет с 4 факультетами: медицины, гуманитарных наук (науки и литературы), канонического права и гражданского права. С самого начала он пытался подражать Сорбонне, конкурируя с Лионским университетом, а затем с Университетом Валенсии, основанным в 1452 году.
Впервые университет был закрыт в 1367 году. После возобновления он просуществовал до Французской революции, во время которой прекратил свое существование в 1793 году.
В 1806 году на его месте была основана Ecole de Droit de Grenoble (позже юридический факультет университета). Двумя годами позже по инициативе Наполеона здесь был основан Имперский университет. В 1811 году Жозеф Фурье, математик и префект Изера, создал факультет наук, а в 1841 году — подготовительную школу медицины и фармацевтики (Ecole préparatoire de médecine et de Pharmacy). В 1879 году на площади Вердена был открыт Дворец Университета Гренобля. В нём находилась городская академия с факультетами права, литературы и наук. В 1904 году был основан Институт фонетики (Institut de phonétique), а затем Институт географии Альп (Institut de géographie alpine).
В 1971 году на месте бывших факультетов были созданы три отдельных специализированных университета: Университет науки и медицины (Гренобль 1), Университет гуманитарных и социальных наук (Гренобль 2) и Университет языков и литературы (Гренобль 3). Кроме того, в городе был создан Политехнический институт (Institut Polytechnique de Grenoble).
Такое деление оставалось в силе до 2016 года, когда три университета в Гренобле: Université Joseph Fourier (Grenoble 1), Université Pierre-Mendès-France (Grenoble 2) и Université Stendhal (Grenoble 3) объединились в новый университет под названием Université Grenoble Alpes.